# 苗栗隧道
24°33′15″N 120°48′39″E / 24.554259°N 120.810853°E

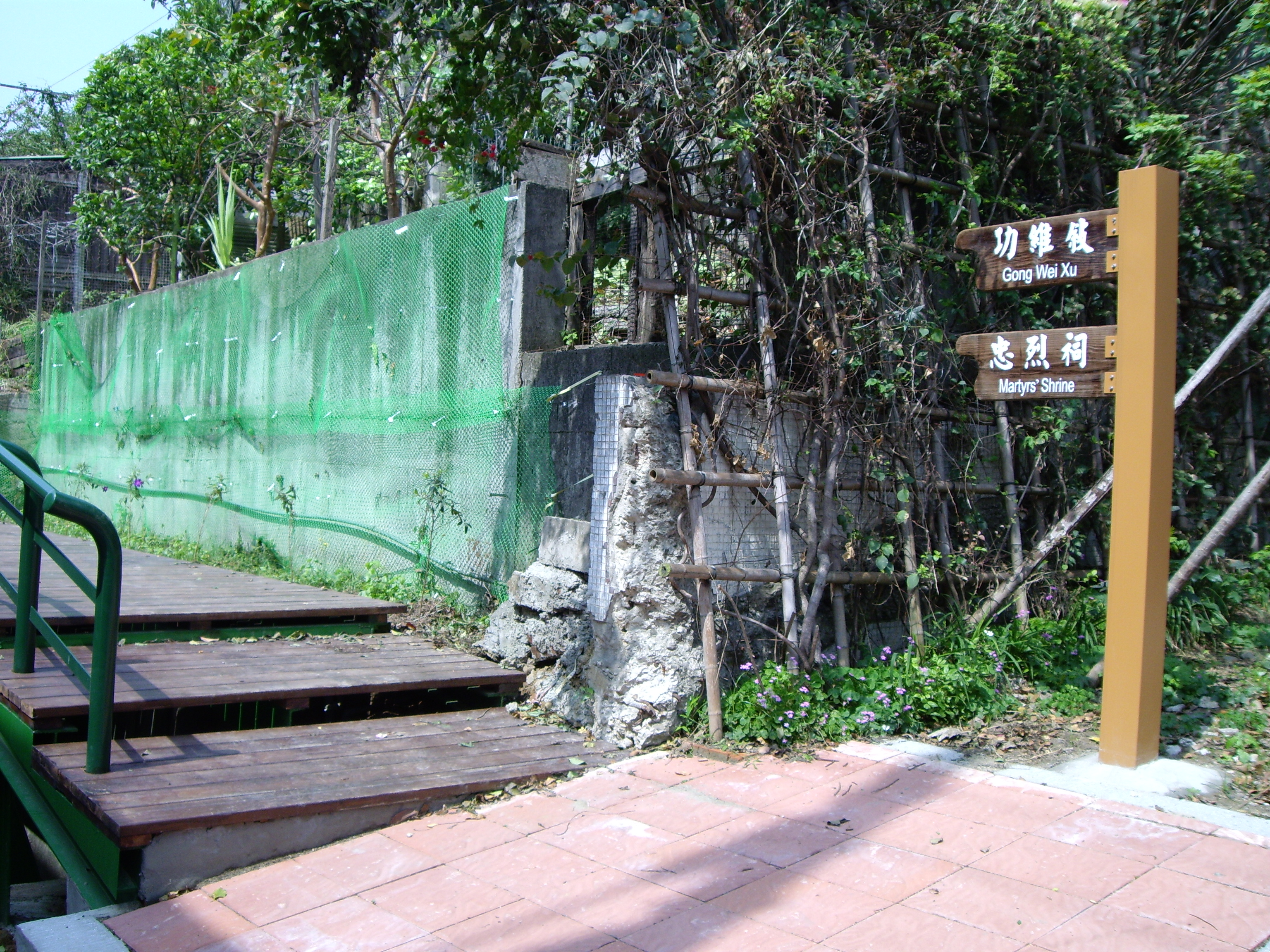
台鐵苗栗市苗栗隧道新大同里活動中心入口及以前跨越鐵路的地下道遺跡

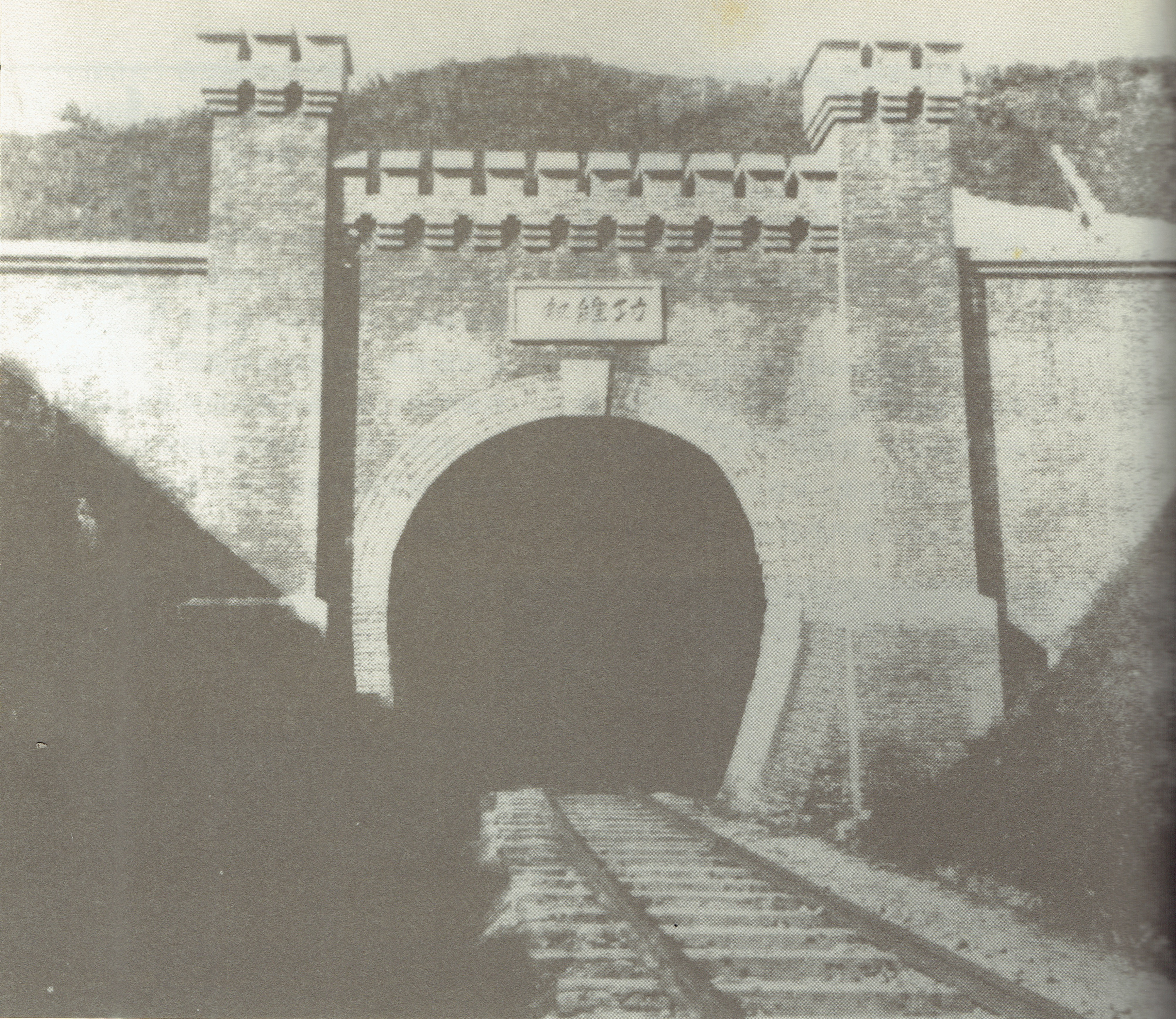
苗栗隧道北口舊照

苗栗隧道是位於台灣苗栗縣苗栗市，隧道北口上方置一匾額，刻有台灣日治時代台灣總督兒玉源太郎的題字功維敘，所以也被稱為功維敘或功維敘隧道（「功維敘」出自尚書大禹謨：「政在養民，水、火、金、木、土、穀惟修，正德、利用、厚生惟和，九功惟敘。」意思是六府（水火金木土穀）被妥善治理加上三事（正德利用厚生）能和諧，則此九功（即九項政務）能被妥善安排推行順暢；兒玉提此三字意在期望交通建設推行順暢），至今已有百年歷史的準古蹟歷史建築，隧道全長約460公尺。
苗栗隧道原為臺灣鐵路管理局臺中線（山線）的單線鐵路隧道，後來因鐵路苗栗=南勢段雙軌化改線後停用，停用後於2003年經苗栗市公所整理後重新開放，成為貓裏山公園的一部分，現為苗栗市著名的旅遊觀光景點。

## 歷史
- 1900年3月，臺灣總督府鐵道部進行苗栗=三叉河（今三義）段鐵路路線測量[2]。
- 1902年5月25日開工興建，除南、北兩端同時開鑿以外，尚有豎坑增加挖掘面，進展甚快，同年8月9日即貫通隧道，隔年（1903年）3月31日全部完工[3]，命名「苗栗隧道」，同年10月包含本隧道在內的苗栗=三叉河（今三義）段通車營運[2]。
- 1935年4月，因新竹台中大地震停止使用，3年後修復重新通車[3]。
- 1993年6月，因「六二水災」，隧道口左上角土石崩塌，沖斷紅磚柱頭，無法保存當初建造的原貌。
- 1998年9月18日，因山線鐵路苗栗=南勢間雙軌化完工通車[4]，列車改行駛台鐵新闢的「苗南隧道」，本隧道（苗栗隧道）因此停用。
- 2003年，經苗栗市公所整理後重新開放。
- 2007年，大同里活動中心後方入口啟用。

## 構造設計
該隧道為單線鐵路隧道，內襯上半部與下半部均採紅磚結構，北口的造型十分美觀，洞口上的女兒牆採城垛狀設計，兩側門柱向上延伸，紅磚砌拱的外觀彷彿一座城堡。洞口拱圈上設拱頂石，拱腹則置一匾額，題上「功維敘」三字，該題字的字跡臺灣鐵路管理局還用金漆塗上，可說是日治時代興建的紅磚隧道中最漂亮的一座，亦是舊山線隧道口有題字的隧道中，唯一一座一直使用到1998年9月停駛時，仍未被水泥敷面所改造者。
此外，1993年6月因六二水災導致土石崩塌摧毀洞口上方柱頭，而不能保存完整面貌，土崩後修建擋土牆亦使正立面之城牆及立柱不完整，尤其是西面由中間被斜切而過，立柱的美感被破壞，十分可惜。